# Comuna Paikuse
Paikuse este o comună (vald) din Comitatul Pärnu, Estonia. Cuprinde 6 localități (1 nucleu urban și 5 sate). Reședința comunei este târgușorul (nucleu urban) Paikuse.